# 离根香
离根香（学名：Goodenia pilosa subsp. chinensis）为草海桐科离根香属下的一个种。产福建（厦门）。也分布于菲律宾、印度尼西亚、巴布亚新几内亚、澳大利亚北部。生长在海拔100米以下的稻田及干旱的稀树草地中。